# Kochaj mnie zawsze albo wcale
Kochaj mnie zawsze albo wcale (port. Eu Sei Que Vou Te Amar) – brazylijski dramat filmowy z 1986 roku w reżyserii Arnalda Jabora.

## Fabuła
Fernanda Torres gra młodą matkę, która w ostatnim czasie rozstała się ze swoim mężem (Thales Pan Chacon). Para jeszcze niedawno bliskich sobie ludzi spotyka się na szczerą rozmowę, w trakcie której analizuje swój nieudany związek, dzieli się lękami i nadziejami oraz zastanawia się, czy coś ich dalej łączy.

## Obsada
- Fernanda Torres
- Thales Pan Chacon

## Nagrody
39. MFF w Cannes
- Nagroda dla najlepszej aktorki (Fernanda Torres)